# Шешул
Шешул (укр. Шешул) — вершина в Украинских Карпатах. Расположена в западной части массива Черногора, в пределах Раховского района Закарпатской области, на северо-востоке от Рахова. Высота — 1726 м. Склоны и вершина покрыты травянистой и кустарниковой растительностью, черничник. Ниже буковые и буково-пихтовые леса. Вершина лежит в пределах Черногорского заповедного массива (часть Карпатского биосферного заповедника).
Северо-восточнее Шешула расположена гора Петрос (2020 м), на восток — Говерла (2061 м). На северо-западе за долиной реки Чёрная Тиса виднеется массив Свидовец с вершиной Близница (1883 м).
Шешул неглубокой седловиной соединён с горой, которая, по сути, является юго-западным ответвлением Петроса. По ней сравнительно легко подняться на вершину Петроса.
На советских (позже украинских) картах высота горы Шешул указана равной 1688 м. Эта высота принадлежит одной из боковых вершин Шешула, расположенной неподалёку (на запад) от главной вершины. Правильную высоту Шешула фиксируют довоенные польские карты — 1726 м.